# Поронін (гміна)
Гміна Поронін (пол. Gmina Poronin) — сільська гміна у південній Польщі. Належить до Татранського повіту Малопольського воєводства.
Станом на 31 грудня 2011 у гміні проживало 11247 осіб.

## Площа
Згідно з даними за 2007 рік площа гміни становила 83.55 км², у тому числі:
- орні землі: 39.00%
- ліси: 56.00%

Таким чином, площа гміни становить 17.72% площі повіту.

## Населення
Станом на 31 грудня 2011:
| Опис     | Загалом | Загалом | Чоловіки | Чоловіки | Жінки | Жінки |
| -------- | ------- | ------- | -------- | -------- | ----- | ----- |
| одиниця  | осіб    | %       | осіб     | %        | осіб  | %     |
| все      | 11247   | 100     | 5579     | 49.60    | 5668  | 50.40 |
| міське   | 0       | 100     | 0        |          | 0     |       |
| сільське | 11247   | 100     | 5579     | 49.60    | 5668  | 50.40 |

## Сусідні гміни
Гміна Поронін межує з такими гмінами: Білий Дунаєць, Буковіна-Татранська, Закопане, Косьцелісько, Чорний Дунаєць.